# La zarina
La zarina (Forbidden Paradise) è un film muto del 1924 diretto da Ernst Lubitsch. Ha come protagonisti Pola Negri, Rod La Rocque, Adolphe Menjou e Pauline Starke. Vi fa una piccola apparizione anche un giovane Clark Gable, soldato della guardia imperiale.
La zarina Caterina, protagonista della storia, vive in una corte di fantasia di un paese slavo che "chiaramente allude alla Russia di Caterina II, "(non senza singolari anacronismi: i capelli alla garçonne, i libretti di assegni, le automobili) e diviene una trasparente metafora del cinema o meglio, dei reami di cartapesta del mondo hollywoodiano".
Il soggetto, sceneggiato da Agnes Christine Johnston e Hanns Kräly, si basa su The Czarina, un lavoro teatrale scritto dai commediografi ungheresi Lajos Biró e Melchior Lengyel. La commedia in tre atti andò in scena all'Empire Theatre di Broadway nella versione inglese di Edward Sheldon il 31 gennaio 1922, rimanendo in cartellone fino al maggio di quello stesso anno. La zarina era interpretata da Doris Keane, mentre Basil Rathbone rivestiva i panni di Alexei, Lois Meredith quelli di Anna e Ian Keith quelli dell'ambasciatore francese.

## Trama
Alexei, un giovane ufficiale, salva la zarina di un piccolo stato europeo dai rivoluzionari e conquista così il suo cuore. Lascia la fidanzata Anna, dama di compagnia della zarina, ma scopre ben presto che la sua sovrana si tiene lontana da lui. Disperato, si unisce ai rivoluzionari e complotta contro di lei. Lei gli giura eterno amore, lui le promette che non le succederà mai niente. Il cancelliere, intanto, sventa sul nascere ogni trama eversiva e la zarina ordina l'arresto di Alexei. Ciò le provoca però una grande infelicità: lo fa liberare e lo lascia ad Anna. Poi, va a cercare conforto e consolazione nell'ambasciatore francese.

## Produzione
Prodotto dalla Famous Players-Lasky Corporation

## Distribuzione
Il film fu distribuito negli Stati Uniti dalla Paramount Pictures, presentato in prima a New York il 16 novembre. Il 30 novembre 1924, il film uscì nelle sale statunitensi. In Austria (distribuito dalla Sascha-Film-Industrie) e in Germania (dall'UFA, uscì nel 1925, prendendo i titoli tedeschi di Das verbotene Paradies o Die Zarin. L'anno seguente, il 4 gennaio, fu distribuito in Finlandia e il 6 dicembre 1927, in Portogallo, ribattezzato Paraíso Proibido. In Cecoslovacchia gli fu dato il titolo Carevna, in Polonia quello di Cesarzowa, in Italia La zarina, in Svezia Det förbjudna paradiset , in Spagna La frivolidad de una dama, in Grecia O apigorevmenos Paradeisos.